# Санне, Мухаммед
Мухаммед Санне (англ. Muhammed Sanneh; 19 февраля 2000, Серекунда) — гамбийский футболист, крайний защитник. Игрок сборной Гамбии.

## Биография
На родине выступал за клуб «Реал де Банжул». В 2017 году был на просмотре в датском клубе «Мидтьюлланн».
В начале 2019 года перешёл в эстонский клуб «Пайде ЛМ». Дебютный матч в чемпионате Эстонии сыграл 8 марта 2019 года против «Нымме Калью». Всего за два сезона провёл за «Пайде» 55 матчей в чемпионате и 4 матча (3 гола) в Кубке Эстонии. В 2020 году стал серебряным призёром чемпионата Эстонии и вошёл в символическую сборную чемпионата.
В начале 2021 года перешёл на правах аренды в клуб высшего дивизиона Чехии «Баник» (Острава), а летом того же года подписал постоянный контракт с клубом. Дебютировал в чемпионате Чехии 16 марта 2021 года в игре против «Богемианс 1905». Осенью 2021 года играл только за дубль «Баника», а весной 2022 года на правах аренды выступал за клуб высшего дивизиона Словакии «Погронье». Летом 2022 года вернулся в основу «Баника».
Зимой 2025 года перешел из «Баника» в клуб киргизской Премьер-Лиги «Абдыш-Ата».
Выступал за молодёжную сборную Гамбии. В национальную сборную Гамбии впервые был вызван в июне 2020 года, а дебютный матч за неё сыграл спустя год — 8 июня 2021 года в товарищеской игре против Того.

## Достижения
- Серебряный призёр чемпионата Эстонии: 2020

## Личная жизнь
Брат Бубакарр (род. 1994) также футболист, игрок сборной Гамбии.